# L'offerta della vedova

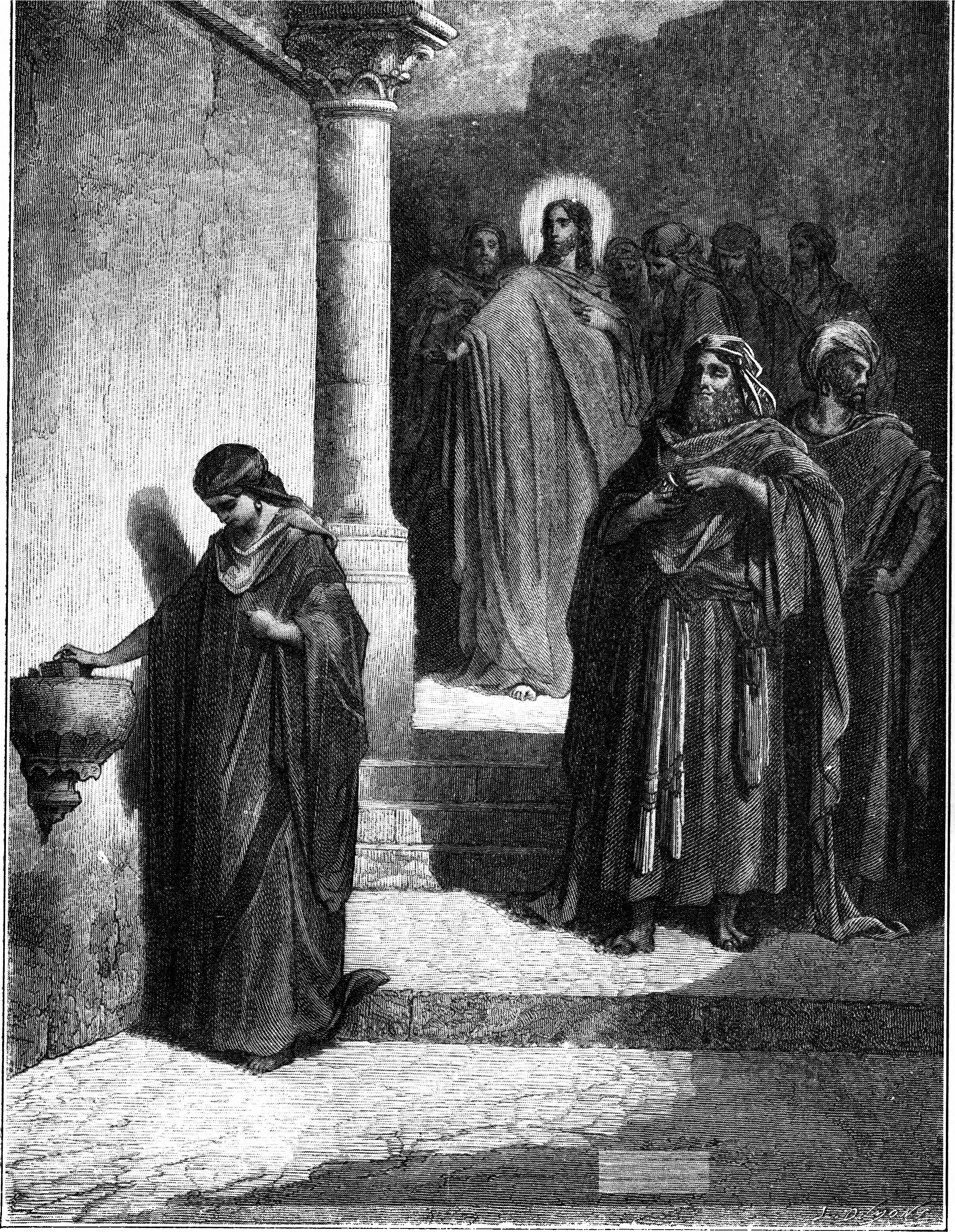
L'offerta della vedova, illustrazione di Gustave Doré

L'offerta della vedova, conosciuto anche come l'obolo della vedova, è un episodio del ministero di Gesù riferito dal vangelo secondo Marco e dal vangelo secondo Luca. 

## Narrazione
L'episodio è ambientato nel Tempio di Gerusalemme. Dopo che Gesù ha pronunciato un'invettiva contro gli scribi, che amavano essere riveriti e divoravano “le case delle vedove”, arriva una povera vedova, che getta nel tesoro del tempio due monetine che costituivano tutto ciò che aveva. Gesù dice che anche se l'offerta sembrava modesta in realtà era superiore a quelle di tutti gli altri, perché gli altri avevano offerto il superfluo, mentre la vedova aveva offerto tutto ciò che aveva per vivere. Uscito dal tempio, Gesù ne preannuncia la distruzione.

## Contesto
Gesù e i suoi discepoli sì trovano nell'atrio del tempio riservato alle donne nel quale si doveva passare per accedere al successivo cortile degli uomini. Vicino all'entrata erano poste delle cassette a forma di imbuto rovesciato che raccoglievano le offerte e le imposte per il tempio. Le offerte erano ricevute da alcuni sacerdoti che  stavano accanto alle cassette, verificavano la validità delle monete, prendevano nota della somma e proclamavano ad alta voce l'importo dell'offerta. Ciò era occasione per i ricchi di far bella figura ed essere ammirati per la loro generosità.

## Interpretazione
Secondo il biblista Alberto Maggi, le parole di Gesù possono sembrare a prima vista un apprezzamento della fede e della devozione religiosa della vedova, ma costituiscono invece una critica al sistema religioso ebraico dell’epoca, fondato sul culto nel tempio. Nell'antico Israele le vedove, insieme agli orfani, erano considerate le persone più deboli, perché prive di qualsiasi protezione; pertanto il Deuteronomio aveva stabilito che una parte delle offerte per il tempio doveva essere usata per assistere le vedove e gli orfani. Ai tempi di Gesù il tempio era diventato invece un'istituzione che sfruttava i poveri e le persone più deboli, per cui, invece di essere aiutata con le offerte del tempio, una povera vedova era costretta dalla pressione della società e della tradizione ad offrire al tempio tutto ciò che aveva per vivere. L'annuncio della futura distruzione del tempio ne sancisce la condanna: la struttura, diventata uno strumento di oppressione, è ormai irredimibile ed è destinata alla scomparsa definitiva.